# Ashkān
Ashkān (persiska: اَشكان) är en ort i Iran.   Den ligger i provinsen Hormozgan, i den sydöstra delen av landet, 1 200 km sydost om huvudstaden Teheran. Ashkān ligger 1 139 meter över havet och antalet invånare är 223.
Terrängen runt Ashkān är lite kuperad. Runt Ashkān är det ganska glesbefolkat, med 25 invånare per kvadratkilometer. Närmaste större samhälle är Pātek, 7,2 km söder om Ashkān. Trakten runt Ashkān är ofruktbar med lite eller ingen växtlighet.